# Reguiba
Reguiba är en ort i Algeriet.   Den ligger i provinsen El Oued, i den nordöstra delen av landet, 500 km sydost om huvudstaden Alger. Reguiba ligger 58 meter över havet och antalet invånare är 62 185.
Terrängen runt Reguiba är platt. Runt Reguiba är det glesbefolkat, med 13 invånare per kvadratkilometer. Det finns inga andra samhällen i närheten. Trakten runt Reguiba är ofruktbar med lite eller ingen växtlighet.